# Giro di Toscana 2003
Il Giro di Toscana 2003, settantaseiesima edizione della corsa, si svolse il 4 maggio su un percorso di 194 km, con partenza a Chianciano Terme e arrivo ad Arezzo. Fu vinto dall'italiano Rinaldo Nocentini della Formaggi Pinzolo Fiavé davanti al suo connazionale Massimo Giunti e allo sloveno Tadej Valjavec.

## Ordine d'arrivo (Top 10)
| Pos. | Corridore            | Squadra                | Tempo    |
| ---- | -------------------- | ---------------------- | -------- |
| 1    | Rinaldo Nocentini    | Formaggi Pinzolo Fiavé | 4h57'23" |
| 2    | Massimo Giunti       | Domina Vacanze-Elitron | a 3"     |
| 3    | Tadej Valjavec       | Fassa Bortolo          | s.t.     |
| 4    | Daniele Bennati      | Domina Vacanze-Elitron | a 27"    |
| 5    | Francesco Casagrande | Lampre                 | s.t.     |
| 6    | Igor Pugaci          | Saeco                  | s.t.     |
| 7    | David Cañada         | Quick Step             | s.t.     |
| 8    | Ivan Basso           | Fassa Bortolo          | s.t.     |
| 9    | Juan Manuel Fuentes  | Saeco                  | s.t.     |
| 10   | Volodymyr Hustov     | Fassa Bortolo          | s.t.     |